# Bartłomiej Szczepaniak
Bartłomiej Szczepaniak (ur. 24 czerwca 1981) – polski koszykarz, grający na pozycji rzucającego obrońcy. Ostatnio występował w Łódzkim Klubie Sportowym, którego jest wychowankiem.

## Życiorys
Bartłomiej Szczepaniak rozpoczynał swoją karierę koszykarską w sezonie 1999/2000 od występów w Łódzkim Klubie Sportowym. W barwach tego klubu grał do 2005 roku, występując w ciągu dwóch sezonów (1999/2000 i 2004/2005) w rozgrywkach I ligi, a w ciągu pozostałych czterech w rozgrywkach II ligi. We wrześniu 2005 roku podpisał z występującym wówczas w rozgrywkach Polskiej Ligi Koszykówki klubem Noteć Inowrocław. W grudniu tego samego roku został zwolniony. W drużynie tej rozegrał w sumie 7 meczów, w których zdobywał średnio 4,1 punktów i 0,9 asysty. W styczniu 2006 roku został zawodnikiem grającego wówczas w I lidze Legionu Legionowo, w którym zadebiutował 8 stycznia tego samego roku. W zespole tym grał do końca sezonu 2005/2006, po czym podpisał kontrakt z grającą na tym samym poziomie ligowym Resovią Rzeszów. Po zakończeniu sezonu 2006/2007 został zawodnikiem Stali Stalowa Wola, w której występował do 2009 roku, a w sezonie 2008/2009 awansował do Polskiej Ligi Koszykówki. W czerwcu 2009 roku powrócił do Łódzkiego Klubu Sportowego, w którym nadal występuje. Z zespołem tym w sezonie 2010/2011 awansował do Polskiej Ligi Koszykówki.
Jego młodszy brat, Tomasz, również jest wychowankiem ŁKS-u, w którym występował w latach 2003–2005. W latach 2006–2010 grał także w AZS-ie Kutno, po czym zakończył karierę.

## Przebieg kariery
- 1999–2005: ŁKS Łódź
- 2005: Noteć Inowrocław
- 2006: Legion Legionowo
- 2006–2007: Resovia Rzeszów
- 2007–2009: Stal Stalowa Wola
- 2009-2012: ŁKS Łódź
- 2012-2013: Spójnia Stargard

## Sukcesy
- Wicemistrz I ligi (2011)

## Statystyki
| Sezon     | Drużyna          | M  | S5 | MPG  | FG% | 3P% | FT% | RPG | APG | SPG | BPG | PPG  |
| --------- | ---------------- | -- | -- | ---- | --- | --- | --- | --- | --- | --- | --- | ---- |
| 1999/2000 | ŁKS (I liga)     | 29 |    |      |     |     |     |     |     |     |     | 5,9  |
| 2000/2001 | ŁKS (II liga)    | 20 |    |      |     |     |     |     |     |     |     | 11,9 |
| 2001/2002 | ŁKS (II liga)    | 28 |    |      |     |     |     |     |     |     |     | 13,8 |
| 2002/2003 | ŁKS (II liga)    | 20 |    |      |     |     |     |     |     |     |     | 15,0 |
| 2003/2004 | ŁKS (II liga)    | 27 |    |      |     |     |     |     |     |     |     | 19,0 |
| 2004/2005 | ŁKS (I liga)     | 31 |    | 35,6 | 37% | 26% | 83% | 2,9 | 3,7 | 2,7 | 0,1 | 15,6 |
| 2005/2006 | Noteć (PLK)      | 7  | 1  | 17,5 | 31% | 22% | 50% | 0,7 | 0,9 | 0,7 | 0,0 | 4,1  |
| 2005/2006 | Legion (I liga)  | 17 |    | 29,4 | 35% | 22% | 79% | 2,4 | 3,0 | 1,9 | 0,0 | 11,9 |
| 2006/2007 | Resovia (I liga) | 29 |    | 29,1 | 38% | 40% | 84% | 2,0 | 1,7 | 1,4 | 0,0 | 13,7 |
| 2007/2008 | Stal (I liga)    | 38 |    | 27,2 | 38% | 29% | 75% | 2,2 | 2,3 | 1,7 | 0,0 | 12,7 |
| 2008/2009 | Stal (I liga)    | 42 |    | 25,1 | 38% | 32% | 75% | 3,1 | 1,6 | 1,6 | 0,0 | 11,1 |
| 2009/2010 | ŁKS (I liga)     | 37 |    | 29,6 | 35% | 33% | 77% | 2,5 | 1,6 | 2,1 | 0,1 | 11,5 |
| 2010/2011 | ŁKS (I liga)     | 39 |    | 29,6 | 38% | 33% | 78% | 3,2 | 1,9 | 1,5 | 0,0 | 11,7 |
| 2011/2012 | ŁKS (PLK)        | 37 | 22 | 22,7 | 27% | 26% | 86% | 1,8 | 1,2 | 0,8 | 0,0 | 6,5  |